# ShEx
Shape Expressions (ShEx)  je jazyk pro validaci a popis RDF (anglicky Resource Description Framework).
Byl navržen na RDF Validation Workshop v roce 2012 jako výstižný, vyšší jazyk pro validaci RDF.
Tvary (anglicky shape) jazyka lze definovat v kompaktní syntaxi přátelské k lidem s názvem ShExC nebo pomocí libovolných formátů serializace RDF, jako je JSON-LD nebo Turtle.
Výrazy ShEx lze použít jak k popisu RDF, tak k automatické kontrole shody dat RDF.
Syntaxe ShEx je podobná Turtle a SPARQL, zatímco sémantika je inspirována jazyky regulárních výrazů, jako je RelaxNG.

## Příklad
```
PREFIX
:
 
<http://example.org/>

PREFIX
 
schema
:
 
<http://schema.org/>

PREFIX
 
xsd
:
 
<http://www.w3.org/2001/XMLSchema#>

:
Person
 
{

    
schema
:
name
 
xsd
:
string
;

    
schema
:
knows
 
@
:
Person
*
;

}

```

Předchozí příklad definuje, že uzly vyhovující tvaru Person musí mít jednu vlastnost schema:name s řetězcovou hodnotou a nula nebo více vlastností schema:knows, vyhovující tvaru Person.

## ShEx na Wikidatech

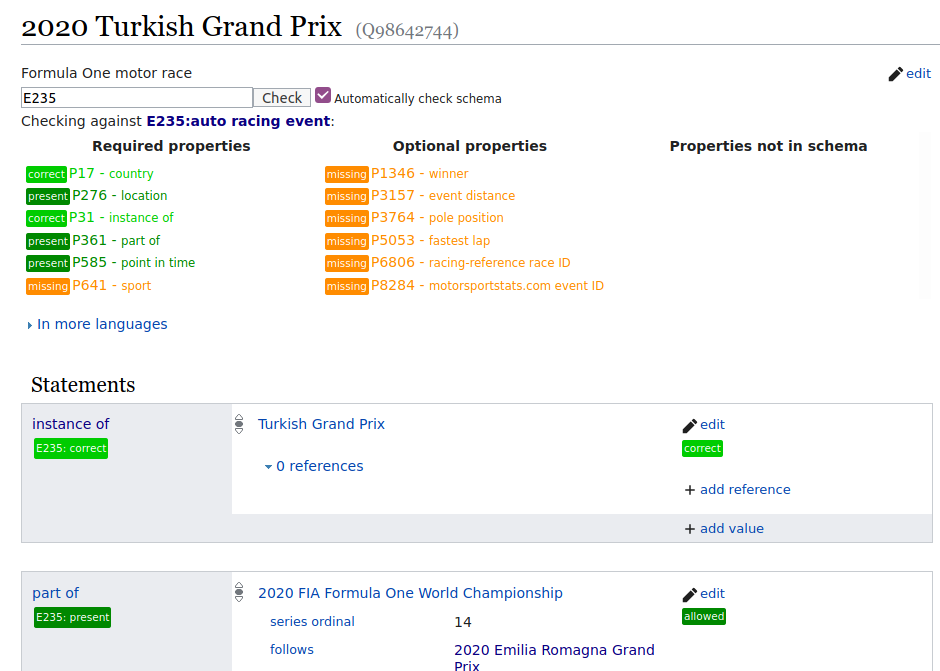
EntityShape JavaScript udělátko pro validaci pomocí ShEx na Wikidatech.

19. května 2019 oznámila Léa Lacroix, komunitní projektová manažerka pro Wikidata, že 21. května 2019 se zapíná podpora ShEx na Wikidatech. Podpora zahrnuje uživatelsky editovatelné ShEx objekty ve jmenném prostoru EntitySchema (příklad pro schéma člověka EntitySchema:E10), MediaWiki extenzi EntitySchema pro ukládání schémat a online validátor ShEx2 — Simple Online Validator. 
Existují komunitní nástroje pro práci s touto extenzí na Wikidatech jako udělátka EntityShape nebo CheckShex.

## Implementace
- shex.js: JavaScript
- shaclex Archivováno 19. 11. 2018 na Wayback Machine.: knihovna v jazyku Scala s podporou pro Jena (framework) a RDF4J
- PyShEx: Python
- shexjava: Java
- Ruby ShEx: Ruby
- ShEx.ex: Elixir

## Online stránky pro zkoušení a ukázky
- ShExSimple: Online demo postavené na shex.js
- rdfshape: online demo based on shaclex Archivováno 19. 11. 2018 na Wayback Machine.